# Bertil Jobeus

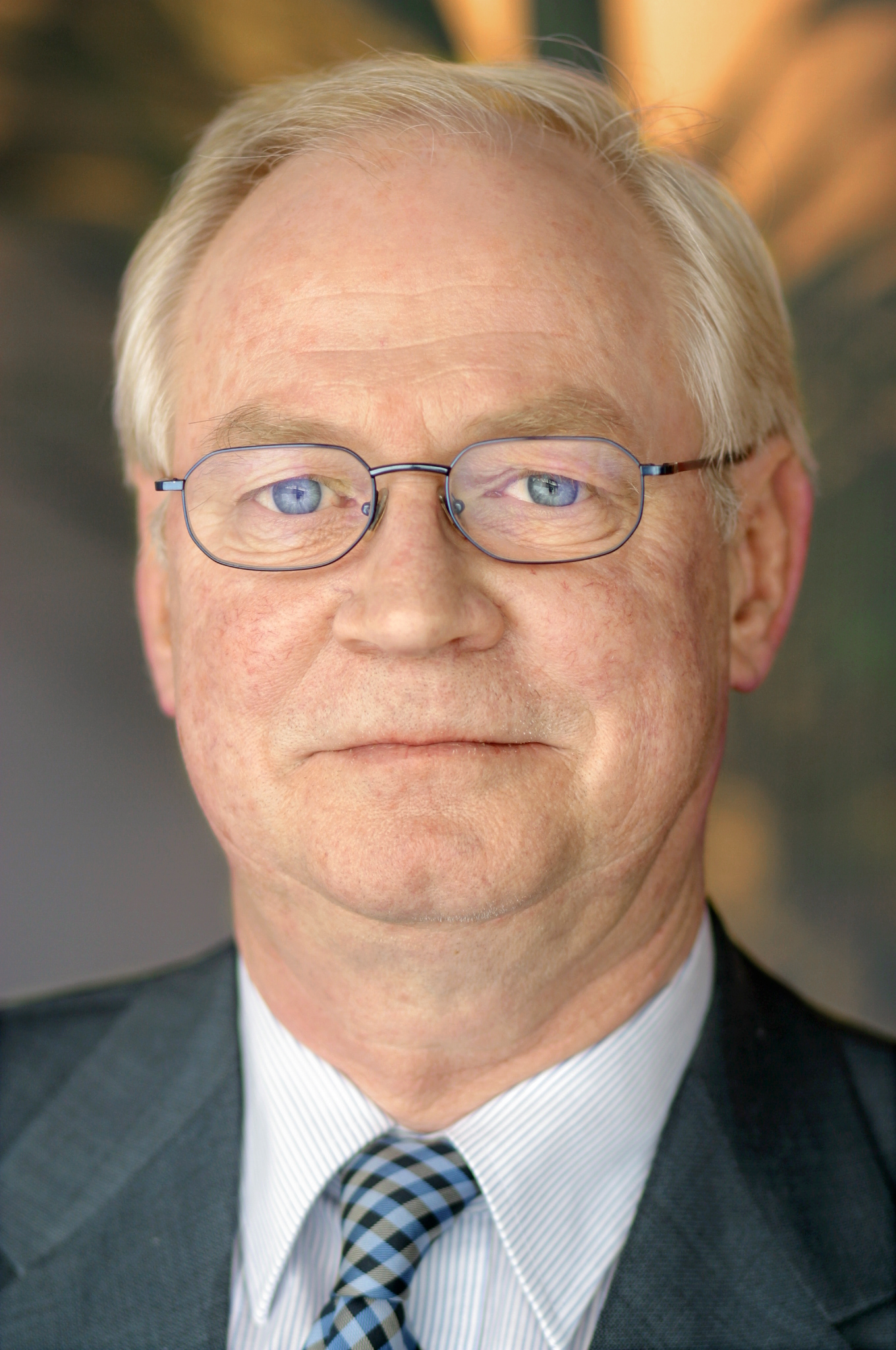
Bertil Jobeus 2004.

Gustav Bertil Jobeus, ursprungligen Jonsson, född 30 mars 1944 i Valdemarsviks församling i Östergötlands län, död 13 mars 2018 i Oscars distrikt i Stockholm, var en svensk diplomat och 2005–2010 Sveriges generalkonsul på Åland. 
Jobeus arbetade vid Utrikesdepartementet från 1972 och var tidigare ambassadör i Reykjavik, pressråd i Washington och ambassadråd i Aten. Han arbetade vid ambassaderna i Helsingfors 1986–1990 och Tokyo. Under 1960-talet arbetade han vid Västerviks-Tidningen och var en flitig skribent där.
Jobeus utsågs 2004 till storkorsriddare av den isländska falkorden. Han var gift och tidigare bosatt i Västervik.
Jobeus var under sin ungdom med i gymnasieorden Delta Sigma på Västerviks Gymnasium
Jobeus är gravsatt i minneslunden på Skogskyrkogården i Stockholm.